# 大鶴義丹
大鶴 義丹（おおつる ぎたん、1968年〈昭和43年〉4月24日 - ）は、日本の俳優、小説家、映画監督、タレント。本名は大靏 義丹（読み同じ）。
ケイダッシュ所属。
父は劇作家で芥川賞作家の唐十郎。母は在日韓国人俳優の草分け的存在で舞台女優の李麗仙。23歳年下で女優の大鶴美仁音と25歳離れた俳優の大鶴佐助は異母兄弟（妹と弟）にあたる。

## 来歴・人物
東京都杉並区出身。玉川学園高等部自主退学、和光高等学校卒業。日本大学芸術学部文芸学科中退。高校時代より、NHKのテレビドラマなどに出演していたが、大学在学時代に映画『首都高速トライアル』により本格デビュー。その後、テレビドラマ・映画・舞台を中心に俳優活動を続ける。昨今では、舞台演劇の活動にも注力、過去にはバラエティ番組、ドキュメンタリー番組などにも数多く出演。フジテレビ『アウト×デラックス』では最古参のレギュラーアウト軍団を務めていた。大学在籍中の1990年に『スプラッシュ』で第14回すばる文学賞を受賞し、小説家デビュー。1995年、『となりのボブ・マーリィ』にて映画監督デビュー、現在までに6作品の劇場公開映画「キリン」「裸のいとこ」などを監督した。
2014年からは、父唐十郎の主催していた状況劇場の元劇団員でもある、金守珍が1987年に結成した劇団新宿梁山泊に役者として参加し、唐十郎戯曲作品を、2014年6月に『ジャガーの眼』において主演を務める。その後続けて新宿花園神社において2015年6月に『二都物語』、2016年6月に『新二都物語』、の3作品の主演を務めている。2017年には『腰巻おぼろ 妖鯨編』。その後、他劇団においても多数の舞台出演。2024年は10作品の舞台出演を敢行した。同年の赤坂サカスにおける新宿梁山泊公演では、主演した「ジャガーの眼」が、2025年・紀伊国屋演劇賞「団体賞」を受賞。
趣味のオートバイでは、エイ出版のオートバイ雑誌ライダースクラブなどでも25年にわたり連載を持ち、レーシングチームをプロデュースするなどの経験もあり、四輪もR32スカイラインとFD3SRX-7を乗り継いだ。最近ではオフロードバイクでの活動が報告され、本人所有のエンデューロレーサーやアドベンチャーバイクなどのレポートなども本人のYouTubeで公開している。
私生活では、1994年に歌手・女優のマルシアと結婚し女児をもうけるが、2004年に離婚。2012年に一般女性と再婚。

## 出演

### テレビドラマ
- ドラマスペシャル（NHK総合）
  - 安寿子の靴（1984年10月13日） - としお[2]
  - 匂いガラス（1986年11月8日）[3]
  - 緑の果て（1990年6月2日）
- 京都かるがも病院 第1回（1986年10月7日、テレビ朝日）
- 火曜サスペンス劇場（日本テレビ）
  - 女検事・霞夕子5・家庭教師の殺人（1988年7月） - 宮野伸彦
  - 王女の涙（1988年10月4日）
  - 弁護士・朝日岳之助16「緊急発砲」（2001年7月10日） - 中野和明
  - 警視庁鑑識班16（2003年4月15日） - 杉崎信也
- 水曜グランドロマン（日本テレビ）
  - 男友達（1989年1月18日）
  - 凍れる瞳（1989年8月9日）
  - さよならジャポン（1990年10月10日）
- 東芝日曜劇場（TBS）
  - 母さん、これが息子の浪人生活です（1989年1月29日）
  - 正月、僕は帰りません（1989年12月17日）
  - まま・あい・らぶ・ゆー（1991年4月21日、北海道放送）
  - 青い鳥みつけた!（1992年8月2日）
- 君の瞳に恋してる!（1989年1月-3月、フジテレビ）
- 弁護士平沼修二シリーズ 他人の関係（1989年6月26日 - 7月17日、NHK総合）
- 市川準の東京日常劇場（1990年12月3日・10日、テレビ朝日）
- チャイナタウン（1991年1月26日）
- ラブストーリーは突然に Un coup,l'amour arrive...「素敵なボーイ・ミーツ・ガール」（1991年3月25日、フジテレビ）
- 助教授一色麗子 法医学教室の女（1991年7月 - 9月、日本テレビ）
- 逢いたい時にあなたはいない…（1991年10月 - 12月、フジテレビ）
- 大人は判ってくれない（第7回）「自動車泥棒」（1992年2月27日、フジテレビ）
- もっと、ときめきを－ふたりまでの距離－（1992年3月17日、日本テレビ）
- あの日の僕をさがして（1992年4月 - 6月、TBS） - 林宏樹
- わがままな女たち（1992年10月 - 12月、フジテレビ）
- フジヤマのトビウオ　古橋広之進物語（1992年7月20日、TBS）
- 悪魔のKISS（1993年7月 - 9月、フジテレビ）
- 世にも奇妙な物語 「いじめられる女」（1993年） - 佐野寛一
- オレたちのオーレ!（1993年10月14日 - 12月23日、毎日放送）
- 妊娠ですよ（1994年10月 - 11月、関西テレビ）
- 連続テレビ小説（NHK総合）
  - ひまわり（1996年4月 - 10月） - 関口純一郎
- 金曜エンタテイメント（フジテレビ）
  - 山村美紗サスペンス 京都女優シリーズ - 田村竜平
    1. 京都夜の祇園姉妹殺人事件（1999年1月22日）
    2. 京都・呪いの十二単衣殺人事件（2000年2月4日）
    3. 京都怪奇伝説殺人事件（2001年6月15日）
    4. 妖しの清少納言殺人事件（2002年6月7日）
    5. 流れ橋殺人事件（2003年3月28日）
    6. 大奥殺人事件（2003年8月15日）
    7. 新選組殺人事件（2004年7月16日）

  - 着物デザイナー 黛涼子の推理紀行（2000年11月17日） - 倉科基
- 月曜ドラマスペシャル 「流れ星お銀!事件解決いたします2」（2001年、TBS） ‐ 緒方浩
- 女と愛とミステリー（テレビ東京）
  - 「四つの終止符」（2001年） - 森脇礼次
  - 「篝警部補の事件簿3」（2005年） - 田辺公一
- 新春ワイド時代劇（テレビ東京）
  - 壬生義士伝〜新選組でいちばん強かった男〜（2002年1月2日） - 原田左之助
  - 戦国疾風伝 二人の軍師 秀吉に天下を獲らせた男たち（2011年1月2日） - 小河三河守
- こちら本池上署 第1シリーズ第9回 - 最終回（2002年9月2日 - 16日、TBS） - 倉島初男
- 月曜ミステリー劇場「十津川警部シリーズ24・伊豆の海に消えた女」（2002年1月8日、TBS） - 酒井修
- 松本清張特別企画・喪失の儀礼（2003年11月30日、テレビ東京） - 萩原雄一
- 剣客商売 第5シリーズ 第4話「狐雨」（2004年、フジテレビ） - 杉本又太郎
- だめんず・うぉ〜か〜 第2話「マザコン男にハマッたダメ女!?」（2006年10月19日、テレビ朝日） - 大河内強
- 医龍-Team Medical Dragon-2 第4・5話（フジテレビ、2007年） - 藤原
- 7人の女弁護士 第2シリーズ 第6話「セクハラ課長殺人!! 社内結婚と派遣の罠」（2008年5月15日、テレビ朝日） - 真鍋祐次
- 金曜プレステージ（フジテレビ）
  - 津軽海峡ミステリー航路6（2007年） - 中沢真彦
  - 日向夢子調停委員事件簿5（2008年） - 平岡謙介
  - 名司会者・寿鶴子 殺人スピーチ4（2008年） - 若林勇
- 愛の劇場 温泉へGo!（2008年、TBS）
- 月曜ゴールデン（TBS）
  - 警視庁三係・吉敷竹史シリーズ4「幽体離脱殺人事件」（2008年10月6日） - 森岡敬太郎
  - 税務調査官・窓際太郎の事件簿18（2009年4月20日） - 織田陽平
  - 万引きGメン・二階堂雪19「カリスマ風水師・死を呼ぶアクセサリー」（2010年5月31日） - 木村浩司
- 隠蔽指令（2009年10月 - 11月、WOWOW） - 山木敏男
- 土曜時代劇・まっつぐ〜鎌倉河岸捕物控〜 第10話（2010年7月17日、NHK総合） - 旗本・北村
- 土曜ワイド劇場（テレビ朝日）
  - デパート仕掛け人!天王寺珠美の殺人推理4（2010年10月16日） - 鈴木雅彦
  - 鉄道捜査官12（2011年4月30日） - 渡部達郎
  - タクシードライバーの推理日誌32（2013年4月6日） - 守屋紀彦
  - 監察官・羽生宗一3（2015年7月4日） - 光岡孝之
  - 再捜査刑事・片岡悠介9（2016年4月30日） - 二瓶勝成
- 君の瞳に両想い（ダウンタウンのガキの使いやあらへんで!!絶対に笑ってはいけないスパイ24時のDVDに収録）（2010年12月31日、日本テレビ）
- ドラマスペシャル・刑事魂（2012年3月31日、テレビ朝日） - 矢野政史
- 三毛猫ホームズの推理 第1話（2012年4月14日、日本テレビ） - 富田和生
- 天の方舟（2012年12月 - 2013年1月、WOWOW）
- 水曜ミステリー9 旅行作家・茶屋次郎11（2013年6月5日、テレビ東京） - 高品公一
- 都市伝説の女 Part2 第6話（2013年11月15日、テレビ朝日） - 瓜生一郎
- 匿名探偵 第8話（2014年8月29日、テレビ朝日） - 安岡道雄
- 警視庁捜査一課9係 season9 最終話（2014年9月10日、テレビ朝日） - 白崎丈二
- 土曜ドラマ・ダークスーツ（2014年11月 - 12月、NHK総合） - 小宮誠二
- 連続ドラマW カッコウの卵は誰のもの（2016年3月27日 - 5月1日、WOWOW）
- ヤッさん〜築地発!おいしい事件簿〜 最終話（2016年8月26日、テレビ東京） - 近藤
- 大貧乏（2017年1月29日 - 3月12日、フジテレビ） ‐ 濱中直宏
- 日曜ワイド（テレビ朝日）
  - 家裁調査官・山ノ坊晃2（2017年7月9日） - 高梨俊作
  - 深層捜査2（2017年11月12日） - 池内幸平
- 遺留捜査（2019年2月24日、テレビ朝日） - 比良木誠
- 月曜名作劇場 十津川警部シリーズ8（2019年3月25日、TBS） - 小坂井茂
- 奪い愛、夏（2019年8月8日よりAbemaTVで配信)
- シャーロック 第10話・第11話（2019年12月9日・16日、フジテレビ） - 鵜飼昇平
- ハムラアキラ〜世界で最も不運な探偵〜 第5回 - 最終回（2020年2月21日 - 3月6日、NHK総合） - 滝沢喜代志
- M 愛すべき人がいて 第4話・第6話（2020年6月13日・27日、テレビ朝日） - 水島プロデューサー
- 探偵・由利麟太郎 第4話・最終話（2020年7月7日・14日、関西テレビ・フジテレビ） - 原聡一郎
- 未解決の女 警視庁文書捜査官 シーズン2 第1話（2020年8月6日、テレビ朝日） - 有田賢太郎
- 広域警察10（2021年6月24日、テレビ朝日） - 根本祐作
- ゴシップ#彼女が知りたい本当の○○（2022年1月6日 - 3月17日、フジテレビ） - 竹富喜一郎[4]
- 正直不動産2 第8話（2024年2月27日、NHK総合・BSプレミアム4K） - 篠崎文彦 役
- 連続テレビ小説（NHK総合）おむすび 第21週 103回・105回（2025年2月26日・28日） - 小松原良助／小松原弘樹（二役）

### 舞台
- 輝夜姫◇かぐやひめ◇〜竹取物語〜（2001年）
- 生きていた小平次（2003年）
- SHURABA（2009年）
- WORLD（2013年）
- ジャガーの眼（2014年6月　新宿梁山泊）
- 二都物語（2015年6月　新宿梁山泊）
- 新二都物語（2016年6月　新宿梁山泊）
- マケイヌバー（2016年、朝倉薫演劇団）
- 腰巻おぼろ 妖鯨篇（2017年6月、新宿梁山泊）
- 新宿梁山泊　第63回公演『ユニコン物語』（2018年6月）
- 小鳥の水浴　(2019年　脚本・演出)
- 新宿梁山泊　第65回公演『蛇姫様』（2019年6月）
- オレステスとピュラデス（2020年12月KAAT神奈川芸術劇場）
- BACK TO THE MEMORIES　日本青年館ホール・COOL JAPAN PARK OSAKA WWホール（2021年）
- 新宿梁山泊　第72回公演『下谷万年町物語』（2022年6月）
- 『陽炎』シアターグリーン　劇団アルファー主催（2022年9月）
- TheBirthdayParty ハロルド・ピンター作　新宿シアターモリエール (2022年12月)
- CHICACO キンケロシアター (2023年4月)
- 少女都市からの呼び声　新宿梁山泊 (2023年6月)
- 祖国への挽歌　俳優座劇場　(2023年9月)
- 誠の挽歌　渋谷伝承ホール　(2023年12月)
- 三代目 湯之介3 ～新春時間旅行編～　渋谷伝承ホール　(2024年1月)
- メッセージ２　－未来に後悔を残すべきではない　池袋シアターグリーン　劇団アルファー主催 (2024年4月)
- ~浅見光彦シリーズ「後島羽伝説殺人事件」渋谷伝承ホール　(2024年5月)
- 大正ロマネス「セブンスヒーロー」　銀座博品館劇場　(2024年5月)
- ~特攻隊80周年「帰って来た蛍～永遠の言の葉～」　六本木俳優座　(2024年6月)
- お江戸みやげ／月夜の一文銭・松井誠 PRODUCE公演 Vol.2　浅草公会堂　(2024年7月)
- リア王2024 　三越劇場（2024年8月）[5]
- ジャガーの眼　赤坂サカス特設紫テント（2024年10月)　紀伊国屋演劇賞「団体賞」受賞
- 朗読劇 DRAMATIC READEING LIVE COL.3「VAVAVA　男と女、星月夜に…(山村美智プロデュース)」(2024年10月)[6]
- あ・うん グループ 美しすぎる時代劇名作シリーズ　永倉新八 役　銀座博品館劇場　(2024年11月)
- 『爺さんの空』　劇団アルファ　憲兵 役　池袋シアターグリーン(2025年1月)
- G7 Citizen Side主演　三越劇場　Alexandrite Stage Produc　[7]（2025年4月）
- あ・うん　ぐるーぷ2025　第十一回公演　謎解きファンタジー　「王の逆襲」(2025年6月・GREEN FESTA 2025 優秀賞)[8]
- 舞台『リア王2025』【横内正×シェイクスピア】(2025年9月三越劇場・予定)
- 醉いどれ天使 明治座他 岡田 役（2025年11月 - 12月予定）[9]

### 映画
- 首都高速トライアル（1988年） - 主演・鹿月六雄
- カレンダー if just now（1991年）
- チー公物語 ネズミ小僧のつくりかた世紀末版（1991年）
- 新・同棲時代（1991年）
- 湾岸ミッドナイト シリーズ（1991年 - 1994年） - 主演・アキオ
  - 湾岸ミッドナイト（1991年）
  - 湾岸ミッドナイト II（1993年）
  - 湾岸ミッドナイト III（1993年）
  - 湾岸ミッドナイト IV（1993年）
  - 湾岸ミッドナイト FINAL I（1994年）
  - 湾岸ミッドナイト FINAL II（1994年）
  - 湾岸ミッドナイト スペシャル・ディレクターズカット完全版（1994年）
- ナースコール（1993年）
- 怪談・牡丹灯籠・0TSUYU（1998年）
- プライド・運命の瞬間（1998年）
- 秘祭（1998年）
- 平成金融道 裁き人（1999年）
- 発禁本 カストリキネマ／四畳半襖の下張（2002年） - 金阜山人
- HAZAN（2004年）
- Mayu -ココロの星-（2007年）
- いのちの山河〜日本の青空II〜（2009年） - 太田祖電
- 湾岸最速バトル（2009年） - 主演・トオル
- 峠最速バトル（2009年） - 主演・トオル
- お墓に泊まろう!（2010年）
- メンゲキ!（2012年）
- トテチータ・チキチータ（2012年）
- 希望の国（2012年）
- 超高速!参勤交代 リターンズ（2016年9月10日） - 与作[10]
- ラブ×ドック（2018年5月11日） - 熱帯魚屋の店長
- ウスケボーイズ（2018年10月20日）
- 日本独立（2020年12月18日） - 楢橋渡[11]
- めぐみへの誓い（2021年2月19日） - 辛光春
- 僕の名前はルシアン（2023年9月29日） - 三木谷哲史
- 宮松と山下（2022年11月18日） - 潮田
- 渇水（2023年6月2日） - 加東刑事[12]
- コウインKOUIN〜光陰〜（2024年4月12日）[13]
- ファストブレイク（2024年11月22日） - 三木谷啓太 役[14][15]
- 中山教頭の人生テスト（2025年6月20日）[16]

### Vシネマ
- 新・湘南爆走族 荒くれKNIGHT（ナイト）（1998年、東映ビデオ）
- 新・湘南爆走族 荒くれKNIGHT（ナイト）2（1998年、東映ビデオ）
- 棒の哀しみ（2016年） - 杉本
  - 棒の哀しみ 前編（2016年） - 大村組田中系組員
  - 棒の哀しみ 後編（2016年） - 大村組田中組若頭
- 織田同志会 織田征仁（2020年） - 横浜港署 組織犯罪対策課 刑事 桜井栄一

### ラジオ
- パックインミュージック21（1992年4月 - 9月、TBSラジオ）
- FMシアター 「ティブル」（2002年9月21日、NHK-FM）[17]
- 青春アドベンチャー 「不思議屋不動産」（2003年9月8日 - 19日、NHK-FM）[18]
- フリフリラジオ族（2008年4月 - 9月、文化放送）[19]

### バラエティ
- THEプレゼンター「イギリス・ウェールズ・バラ湖に地球最後の恐竜テギーを追う！」（1995年11月、TBS） - 探検隊長[20]
- トラック乗り継ぎの旅（テレビ東京）
- 高速バス限定の旅（テレビ東京）
- こたえてちょーだい!（フジテレビ）
- アウト×デラックス　アウト軍団レギュラー（フジテレビ）
- 古舘トーキングヒストリー 〜幕末最大の謎 坂本龍馬暗殺、完全実況〜（2019年1月5日、テレビ朝日） - 永井尚志

### ドキュメンタリー
- 世界の山岳鉄道 〜列車は天空をめざす〜 インド ヒマラヤ トイトレイン3つの旅（2001年、NHK BS2）
- テレビ東京開局40周年記念番組 「日本のタクシー大冒険2」（2004年）

### CM
- 森永製菓 ハイソフト

## 監督・脚本
- となりのボブ・マーリィ（1995年）
- twenty4-7「BELIEVE」（2008年） ※PV
- 私のなかの8ミリ（2009年）
- ブレーキ（2009年）[21][22]
- 前橋ヴィジュアル系（2011年）[23]
- キリン POINT OF NO-RETURN!（2012年）
- 裸のいとこ[24]（2013年） - 主演・佐々木心音[25]

## 連載
- 『アサヒ芸能・歌舞伎町に脳髄』 ※2004年連載終了
- 『月刊・ライダースクラブ・好きの向こう側』 ※2007年連載終了
- 『月刊・ライダースクラブ・好きだけじゃ済まされない』 ※現在連載中
- 『ahead・Car&Motorcycle Magazine』 ※現在連載中
- 『BIGTANK・MAGAZINE FOR LONG DISTANCE RIDER』  ※2023年連載終了

## 著書
- 『スプラッシュ』（1991年、集英社） ※後に文庫化
- 『湾岸馬賊』（1991年、集英社） ※後に文庫化
- 『ずっとよるだったらいいのにね』（1993、集英社）
- 『シーサイド・バー』（1994年、集英社）
- 『東京亜熱帯』（1994年、福武書店）
- 『ファルス』（1996年、角川書店）
- 『フェイス』（1996年、新潮社）
- 『ワイド・ショウ』（1998年、新潮社）
- 『オキナワガール』（2000年、集英社）
- 『昭和ギタン アングラ劇団の子と生まれて』（2005年、バジリコ）
- 『チェンジ・ザ・ゲーム』（2008年、宮帯出版社）
- 『その役、あて書き』（2011年、扶桑社）
- 『大鶴義丹のつるっと円満パスタ! 夫婦・恋人が笑顔になるHAPPYレシピ』（2015年、ぴあMOOK）
- 『女優』（2022年、集英社）
- 集英社すばる　連載エッセイ「最後のアングラ俳優」2025年3月号・4月号